# Jean-Michel Moreau

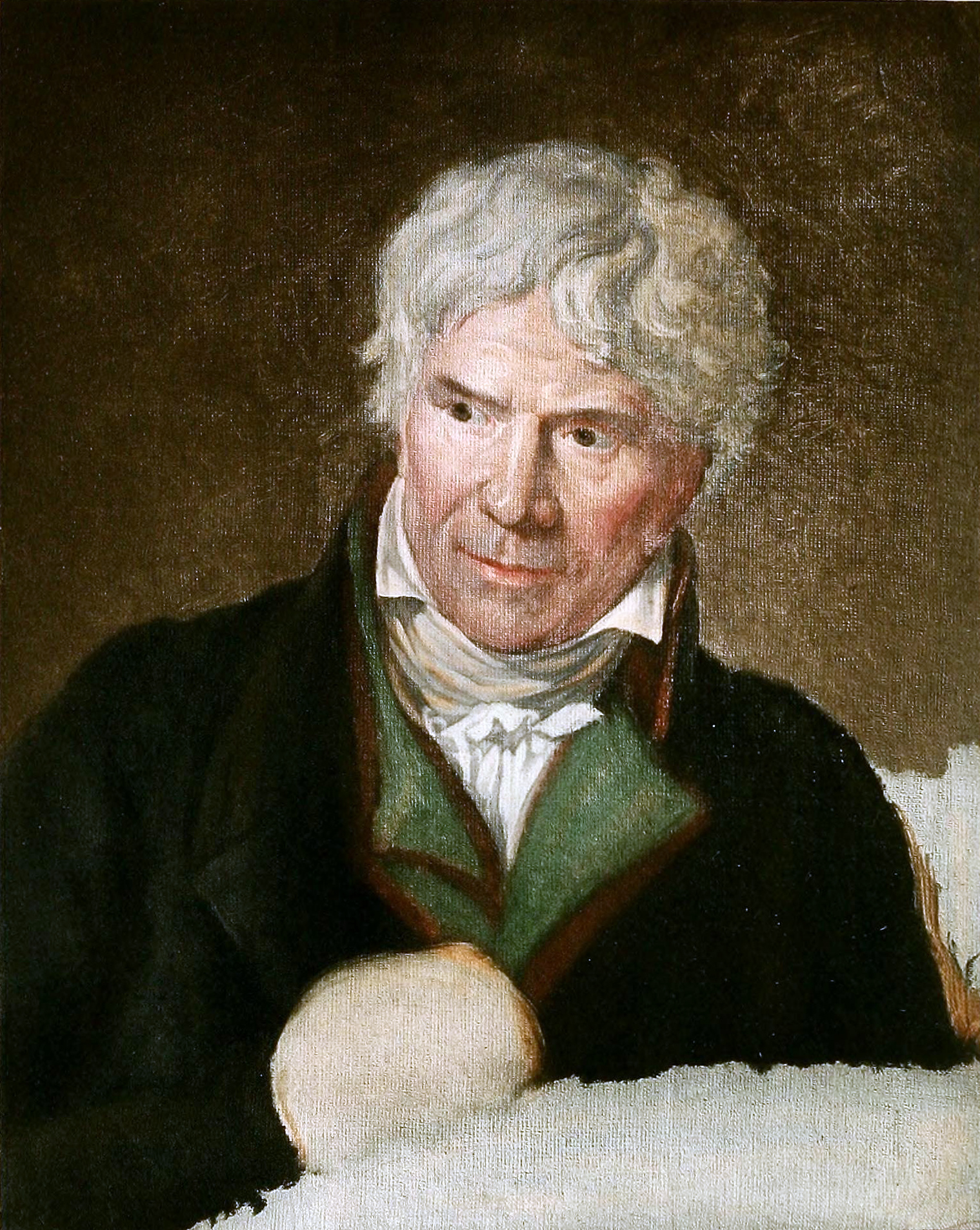
Jean-Michel Moreau

Jean-Michel Moreau (* 26. März 1741 in Paris; † 30. November 1814 in Paris), auch genannt Moreau le jeune, Moreau der Jüngere, war ein französischer Kupferstecher und Radierer.
Moreau gehört zu den bedeutendsten Illustratoren des französischen Rokoko. In über 2.000 Arbeiten widmete er sich zeitgenössischen und literarischen Themen (Illustrationen zu Werken von Ovid, Boccaccio, Molière, Rousseau u. a.). Nach seinen Vorlagen stachen z. B. Charles Emmanuel Patas, Nicolas DeLaunay, Noël Lemire, Pietro Antonio Martini oder später Jean-Baptiste-Blaise Simonet, Remi Henri Joseph Delvaux, Simon-Charles Miger und Athalie Ribault.

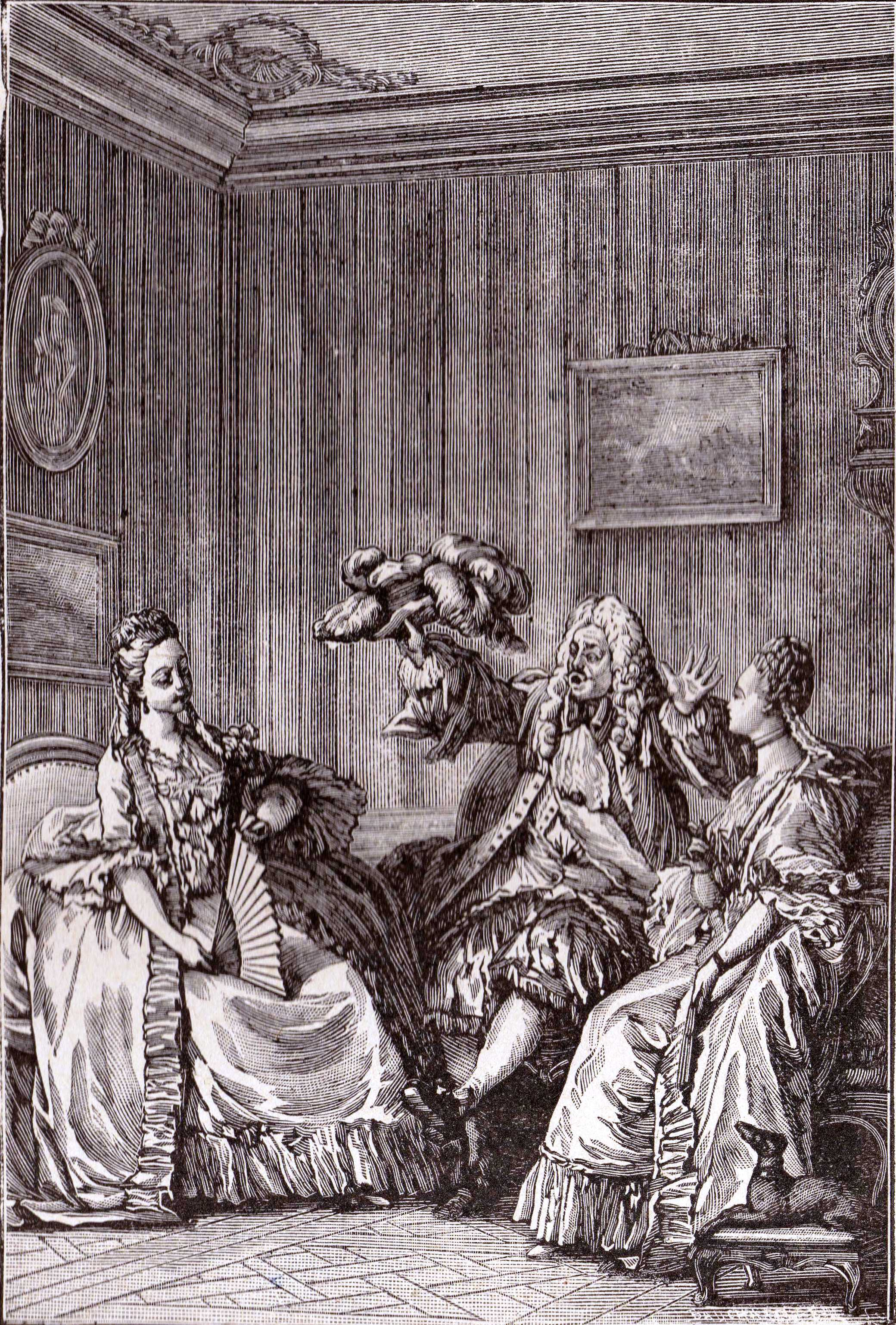
Szene aus der Komödie Les Précieuses ridicules von Molière
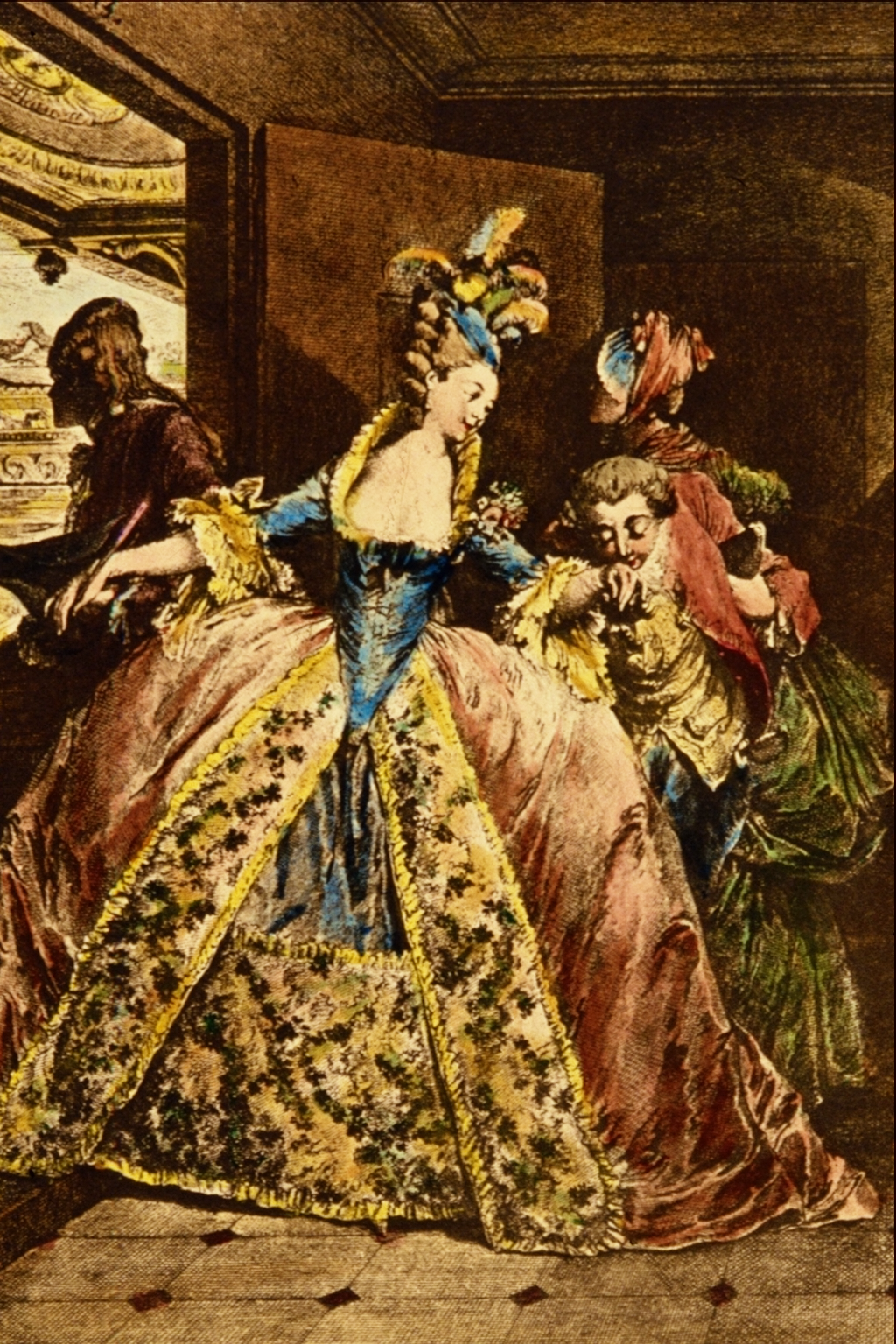
Der Abschied. Gestochen von Nicolas De Launay
Der Vorführer der Zauberlaterne. Gestochen von Martini
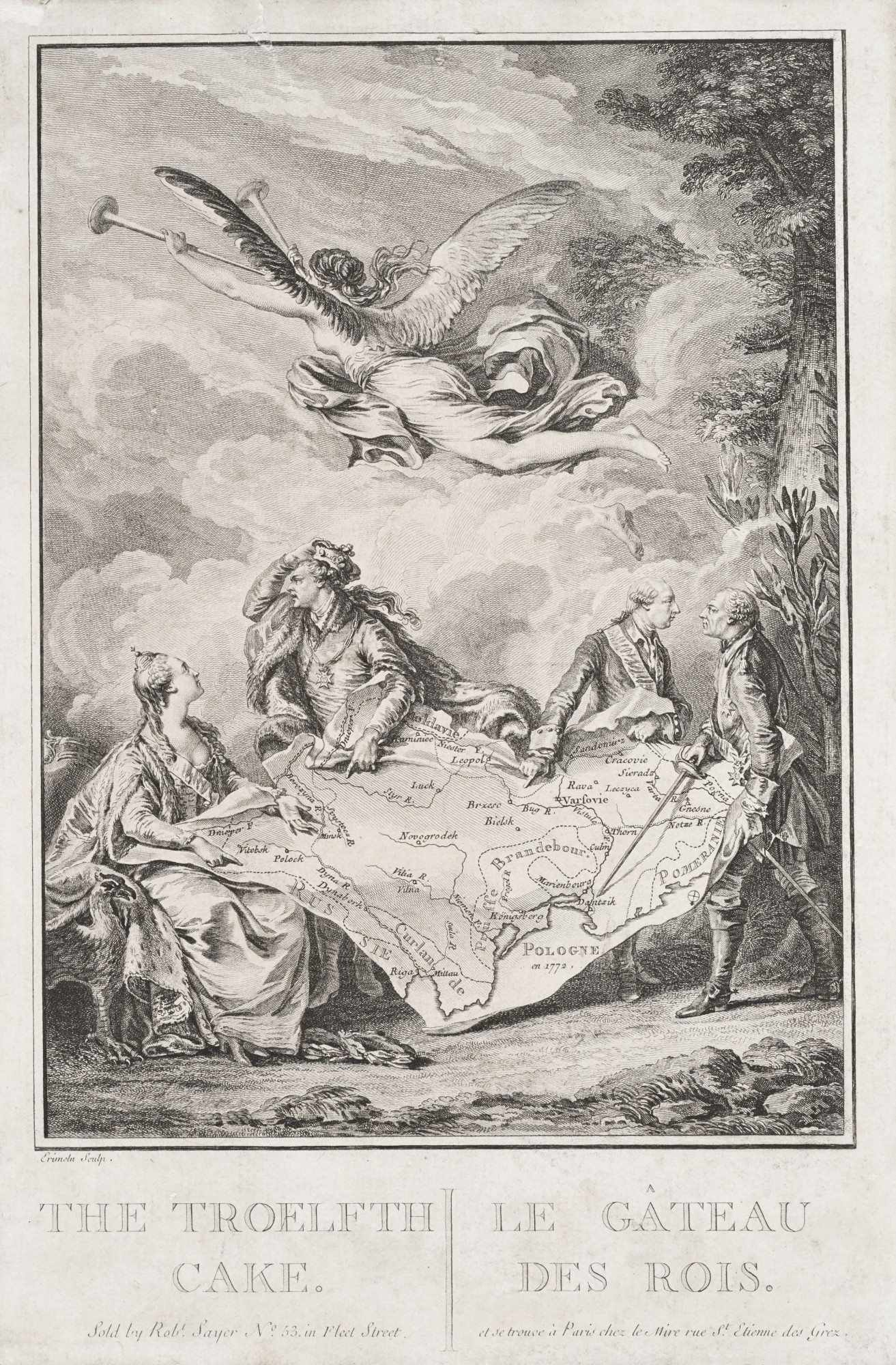
Nicolas Noël Le Mire nach Jean-Michel Moreau le Jeune, Le gâteau des rois
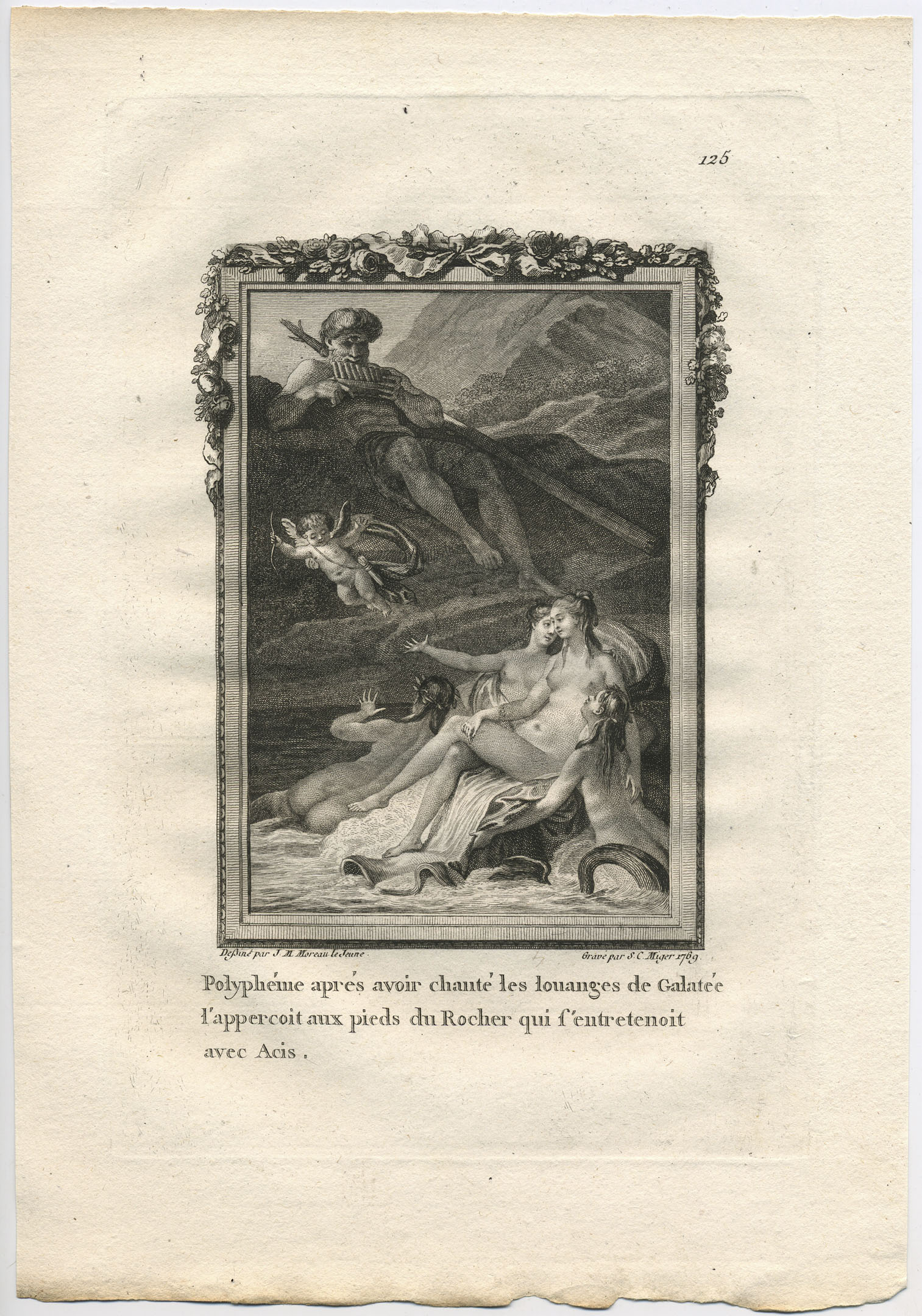
Polyphem und Galateia. Gestochen von Simon-Charles Miger